# Gobius ater
Gobius ater es una especie de peces de la familia de los Gobiidae en el orden de los Perciformes.

## Morfología
Los machos pueden llegar a alcanzar los 7,1 cm de longitud total.

## Distribución geográfica
Se encuentra desde las Baleares y el Golfo de León hasta Niza y Cerdeña. 

## Observaciones
Es inofensivo para los humanos. 